# Anna Munro

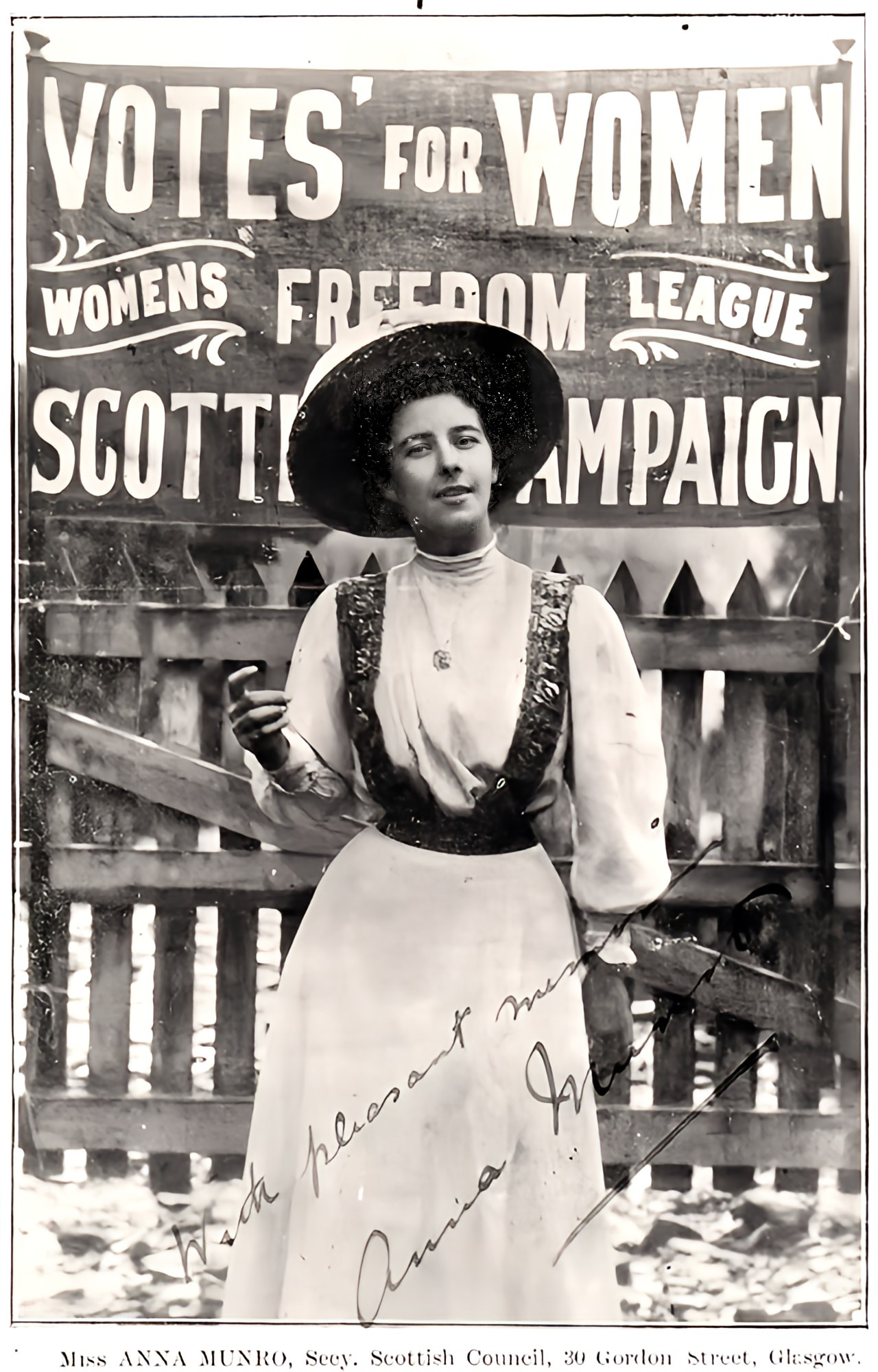
Anna Munro, 1909

Anna Gillies Macdonald Munro, verheiratete Munro-Ashman (* 4. Oktober 1881 in Glasgow; † 11. September 1962 in Padworth, Berkshire) war eine schottisch-britische Suffragette und Abstinenzlerin. Sie war hauptamtliche Organisatorin und Sekretärin der Women’s Freedom League in Schottland.

## Leben
Munro wurde als Tochter von Margaret Ann MacVean und Evan Macdonald Munro, einem Schulleiter, geboren. Nach dem Tod ihrer Mutter im Jahr 1892 zog sie nach Dunfermline, wo sie von einem Onkel und einer Tante betreut wurde. Sie engagierte sich bei den Wesleyan Methodist Sisters of the People in der karitativen Arbeit. Dann trat sie der Women’s Social and Political Union (WSPU) bei und gründete 1906 eine Zweigstelle in Dunfermline. 1907 führte ein Streit zwischen den Mitgliedern und den Pankhursts über deren Führungsanspruch zu einer Spaltung der WSPU, woraufhin die demokratischere Women’s Freedom League (WFL) gegründet und Munro zur Sekretärin des schottischen WFL-Councils gewählt wurde.
1908 wurde sie wegen ihrer Proteste kurz inhaftiert. Sie begleitete Amy Sanderson, Mitglied des WLF-Exekutivausschusses und Mitgefangene, auf einer Vortragsreise durch das Land, um das Bewusstsein für das Anliegen zu schärfen und Spenden zu sammeln. Sie begleitete die hungerstreikenden Alice Paul und Edith New in Arbroath. 1911 wurde sie in The Vote mit den schottischen Delegierten der WFL-Konferenz zusammen mit Agnes Husband und sechs anderen abgebildet. Später beteiligte sich Munro an den Protesten im Zusammenhang mit der Volkszählung von 1911, die die Suffragetten boykottierten. Ebenfalls 1911 nahm Munro an einer Demonstration gegen die sogenannte Conciliation Bill, die Frauen ein sehr eingeschränktes Wahlrecht gegeben hätte, teil und sprach zusammen mit Elizabeth Finlayson Gauld und Alexia Butter Jack von einem Lastwagen aus in der Princes Street. Einem Zeitungsbericht zufolge war der Lastwagen in den Farben der WFL geschmückt.
Am 4. April 1913 heiratete Munro Sidney Ashman, der ein Logistik-Geschäft aufbaute und den sie nur deshalb getroffen hatte, weil sie bei seiner Kontaktaufnahme irrtümlich davon ausgegangen war, dass „Sidney“ ein Frauenname sei. Sie nahmen den Nachnamen Munro-Ashman an, lebten erst in Reading, danach in Thatcham und bekamen zwei Kinder, Donald und Margaret.
Munro war – um das Geschäft ihres Mannes nicht zu beeinträchtigen – unter ihrem bekannten Namen aber weiter aktiv für die WFL. Ziemlich bald nach der Hochzeit wurde sie wegen einer nicht genehmigen Veranstaltung im Hyde Park erneut verhaftet. Sie war eine Anhängerin der Abstinenzbewegung und Präsidentin des National British Total Abstinence Movement, und ihre Partys waren bekannt für die alkoholfreien Cocktails, die sie sehr gekonnt zubereitete. In ihrem späteren Leben war sie Mitglied verschiedener lokaler Ausschüsse und sowohl Vorsitzende als auch Präsidentin der lokalen Labour Party. Außerdem engagierte sie sich gegen die Impfpflicht, wobei sie nicht gegen die Impfung an sich war, sondern jede Art von Zwang ablehnte.
1933 lebte Munro in Aldermaston, wo sie die Feier des Reading-Zweiges der WFL zum 89. Geburtstag der Gründerin Charlotte Despard im Garten ausrichtete und den Vorsitz führte. Despard hielt eine lebhafte Rede über die Fortschritte und die notwendigen Schritte zur Gleichstellung und nannte Munro „ihre liebe und vertraute Freundin“.
Am 11. September 1962 starb Munro in Padworth, Berkshire.
2016 wurde ein Wohngebiet mit Sozialwohnungen nach ihr benannt, weil sie eine der ersten beiden weiblichen Gemeinderäte in Thatcham war. 2018 beauftragte die Glasgow Women's Library anlässlich des 100-jährigen Jubiläums des Frauenwahlrechts einen Kurzfilms über Anna Munro. 2022 wurde in Dunfermline eine Straße als Anna Munro Avenue benannt.
Der Historiker Brian Harrison nahm im Rahmen des Projekts Suffrage Interviews vier Interviews zu Munro auf: Donald Munro-Ashman, Munros Sohn, wurde im Juli 1975 interviewt. Ihre Tochter Margaret Ridgeway wurde im Juli 1977 befragt, und das Kindermädchen der Familie, Dorothy Adams, wurde im August 1977 interviewt.